# John Fitch (Erfinder)

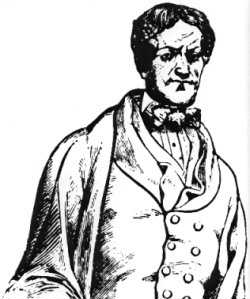
John Fitch

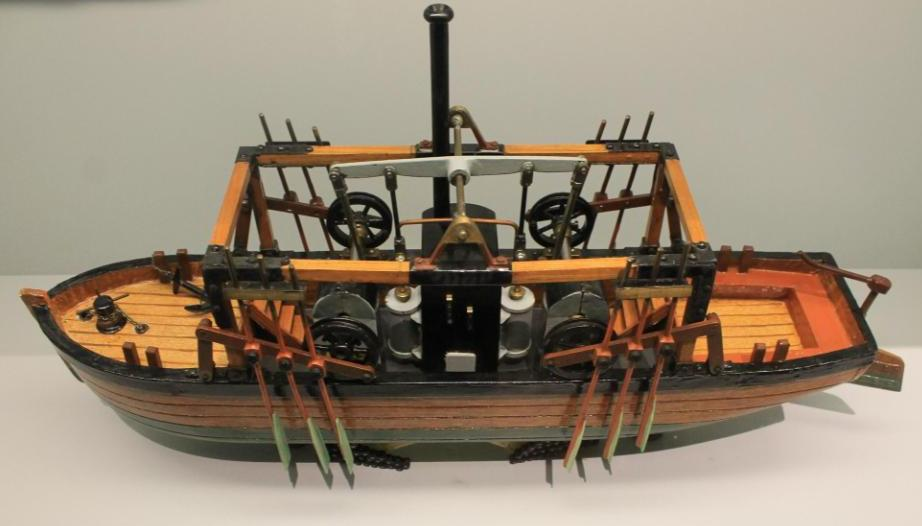
Modell eines der Versuchsboote von J. Fitch, ausgestellt im Technikmuseum Berlin

John Fitch (* 21. Januar 1743 in East Windsor, Colony of Connecticut; † 2. Juli 1798 in Bardstown, Kentucky) war ein US-amerikanischer Erfinder, Uhrmacher, Unternehmer und Ingenieur.

## Leben
Fitch unternahm seit 1785 verschiedene Versuche, die Leistung einer Dampfmaschine zum Schiffsantrieb zu nutzen. 1786 konstruierte und erprobte er in der Nähe von Philadelphia das erste betriebstüchtige Dampfschiff, ein zehn Meter langes Fahrzeug mit einem Heckschaufelrad. Als öffentliche Anerkennung erhielt er dafür ein Monopolrecht zum Bau von Dampfschiffen in vier US-Staaten. Wegen der zu schwachen Dampfmaschine war die Geschwindigkeit zu gering und das Schiff schlecht steuerbar, wirtschaftlich ein Misserfolg. Nach einem weiteren Misserfolg mit einem Ruderantrieb gelangen ihm 1787 in Anwesenheit von Benjamin Franklin und George Washington auf dem Delaware erfolgreiche Versuche mit dem schraubengetriebenen Dampfschiff Perseverance (Wasserverdrängung 9 Tonnen / Geschwindigkeit 6 km/h stromaufwärts). Mit diesem Schiff wurde um 1790 zwischen Philadelphia und Trenton ein annähernd regelmäßiger Personen- und Frachtverkehr betrieben, womit die Funktionstüchtigkeit erwiesen war. Die Kapazität betrug 30 Personen, die Fahrleistung insgesamt mehr als 1000 Kilometer. Da es Fitch nicht gelang, weitere Geldgeber – auch in Europa – zu gewinnen, musste er seine Arbeiten einstellen.